# 林恩宇
林 恩宇（リン・エンユウ、1981年3月25日 - ）は、中華民国台湾省台南市出身の元プロ野球選手（投手、右投右打）、コーチ。

## 経歴

### 誠泰時代
2003年、CPBLの代訓選手ドラフトで誠泰コブラズから1位指名を受け入団。1年間練習生として所属した後、2005年から正式に選手契約を結び、新人王、最優秀選手（MVP）、最優秀防御率に輝く。
2006年、最多勝（17）、最多奪三振（209）、最優秀防御率（1.73）、最優秀選手（MVP）を獲得。投手三冠王（最多勝・奪三振・防御率）は台湾プロ野球界で二人目となる快挙。また、同年3月に開催された第1回WBCチャイニーズタイペイ代表に選出される。
2006年12月6日、東北楽天ゴールデンイーグルスへの入団が決定。契約金5000万円、年俸4000万円（契約金7000万円、年俸2000万円との報道もあり）の2年契約。

### 楽天時代
2007年、開幕一軍を果たし先発ローテーションの一人として挙げられるものの、3月25日の練習後に人差し指のマメが潰れている事が判明し出遅れる。4月13日、対日本ハム戦（札幌ドーム）で、来日初先発登板。6回81球を投げ、被安打2の無失点の内容で来日初勝利を挙げる。
しかしその後は台湾との気候の違いから調整が上手くいかず投球が不安定なり、更に文化の違いに馴染めずホームシックに陥ったため、5月半ばにファーム降格となる。9月18日に一軍復帰し、その日の日本ハム戦で2番手として登板、復調の兆しを見せた。最終的に8試合に登板し1勝3敗防御率3.63。また同年12月開催のプレ五輪の台湾代表に選出され、第一戦の対韓国戦で先発した。
2008年は一軍戦登板なし。第2回WBCチャイニーズタイペイ代表を辞退。
2009年も一軍での登板はなく、11月2日に戦力外通告を受ける。その後、12球団合同トライアウトに参加したが、獲得球団はなく、12月30日に行われた中華職棒年度ドラフト会議で、兄弟エレファンツにドラフト1位指名され入団。

### 兄弟・中信時代
2010年は、2試合の登板に留まり、防御率6.52と目立った成績は残せなかった。
2013年は球団からコーチ職を兼務するように要請されたが固辞（代役としてブラッド・トーマスがコーチ兼任となった）。

## 選手としての特徴・人物
最高球速151 km/hの速球に加え、 変化球はスライダーとフォークを得意としている。球種は他にカーブとチェンジアップを持つ。
2006年シーズンに楽天に入団した左腕・林英傑（リン・インチェ）とは誠泰時代のチームメイトで同い年。左右のエースとして「雙林（ダブル・リン）」と呼ばれた。
愛称は「小鶏（シャオチー）」。大学時代に林と顔が似ている先輩が「大鶏」と呼ばれていたことから名付けられた。スタンドで掲げるボードには「小鶏加油」（小鶏　がんばれ、の意）と書いてほしいと語る（2007年楽天イーグルスオフィシャルガイドブックより）。
背番号29は「2と9を足せば台湾時代の背番号11になる」という理由から。自身は背番号11を希望していたが、楽天の背番号11は既に一場靖弘が付けており、その代替案として29となった。なお、一場は2009年3月に東京ヤクルトスワローズに移籍。それ以降、空き番となったが結局、林が背番号11を付けることはなかった。
「恩宇」の発音は日本人には困難で、入団会見以前は報道機関によってふられる読み仮名が異なっていたが、現在はほぼ「オンユ」で統一されている。しかし、どちらかと言えば「エンユウ」の発音が近い。ローマ字での表記も「En-Yu」である。
入団会見の席で掲げた目標は｢先発で7勝以上、防御率3点以内｣。
試合で使用するグラブの親指部分に、母国・中華民国の国旗である青天白日満地紅が刺繍されている。
特技はUFOキャッチャー。
座右の銘は「簡単に自分を許さない（自分に妥協しない）」。

## 詳細情報

### 年度別投手成績
| 年 度     | 球 団     | 登 板 | 先 発 | 完 投 | 完 封 | 無 四 球 | 勝 利 | 敗 戦 | セ 丨 ブ | ホ 丨 ル ド | 勝 率 | 打 者 | 投 球 回 | 被 安 打 | 被 本 塁 打 | 与 四 球 | 敬 遠 | 与 死 球 | 奪 三 振 | 暴 投 | ボ 丨 ク | 失 点 | 自 責 点 | 防 御 率 | W H I P |
| --------- | --------- | ----- | ----- | ----- | ----- | -------- | ----- | ----- | -------- | ----------- | ----- | ----- | -------- | -------- | ----------- | -------- | ----- | -------- | -------- | ----- | -------- | ----- | -------- | -------- | ------- |
| 2005      | 誠泰      | 31    | 21    | 9     | 4     | 2        | 12    | 8     | 4        | 0           | .600  | 643   | 167.2    | 118      | 8           | 25       | 2     | 10       | 152      | 5     | 0        | 35    | 32       | 1.72     | 0.84    |
| 2006      | 誠泰      | 31    | 28    | 5     | 3     | 1        | 17    | 8     | 2        | 0           | .680  | 791   | 202.2    | 140      | 6           | 39       | 0     | 4        | 209      | 7     | 0        | 56    | 39       | 1.73     | 0.88    |
| 2007      | 楽天      | 8     | 7     | 0     | 0     | 0        | 1     | 3     | 0        | 0           | .250  | 147   | 34.2     | 31       | 4           | 15       | 0     | 1        | 28       | 0     | 0        | 16    | 14       | 3.63     | 1.36    |
| 2010      | 兄弟      | 2     | 2     | 0     | 0     | 0        | 0     | 0     | 0        | 0           | ----  | 44    | 9.2      | 10       | 0           | 5        | 0     | 1        | 12       | 1     | 0        | 7     | 7        | 6.52     | 1.61    |
| 2012      | 兄弟      | 1     | 1     | 0     | 0     | 0        | 1     | 0     | 0        | 0           | 1.000 | 17    | 5.0      | 1        | 0           | 2        | 0     | 0        | 4        | 0     | 0        | 0     | 0        | 0.00     | 0.60    |
| 2013      | 兄弟      | 16    | 16    | 1     | 0     | 0        | 8     | 5     | 0        | 0           | .615  | 376   | 85.2     | 85       | 6           | 36       | 0     | 3        | 59       | 2     | 0        | 44    | 37       | 3.89     | 1.41    |
| 2014      | 兄弟      | 3     | 3     | 0     | 0     | 0        | 0     | 2     | 0        | 0           | .000  | 56    | 11.1     | 20       | 1           | 3        | 0     | 0        | 10       | 0     | 0        | 12    | 12       | 9.53     | 2.03    |
| CPBL：6年 | CPBL：6年 | 84    | 71    | 15    | 7     | 3        | 38    | 23    | 6        | 0           | .623  | 1927  | 482.0    | 374      | 21          | 108      | 2     | 18       | 446      | 15    | 0        | 154   | 127      | 2.37     | 1.00    |
| NPB：1年  | NPB：1年  | 8     | 7     | 0     | 0     | 0        | 1     | 3     | 0        | 0           | .250  | 147   | 34.2     | 31       | 4           | 15       | 0     | 1        | 28       | 0     | 0        | 16    | 14       | 3.63     | 1.36    |

- 各年度の赤太字はリーグ歴代最高、太字はリーグ最高

### タイトル
CPBL
- 最多勝利（勝投王）：1回（2006年）
- 最多奪三振（三振王）：1回（2006年）
- 最優秀防御率（防御率王）：2回（2005年、2006年）

### 表彰
CPBL
- 最優秀新人賞：1回（2005年）
- 最優秀選手：2回（2005年、2006年）
- ベストナイン：2回（2005年、2006年）
- ゴールデングラブ賞：1回（2005年）

### 記録
CPBL
- 通算完封回数（8位）

NPB
- 初登板・初先発・初勝利：2007年4月13日、対北海道日本ハムファイターズ4回戦（札幌ドーム）、6回2安打無失点
- 初奪三振：同上、2回裏にアンディ・グリーンから空振り三振

### 背番号
- 11（2005年 - 2006年、2010年 - 2014年）
- 29（2007年 - 2009年）
- 85（2015年 - 2020年）
- 78（2021年 - ）